# Episodi di Crown Court (settima stagione)
La settima stagione della serie televisiva Crown Court è stata trasmessa in anteprima nel Regno Unito dalla Independent Television tra il 3 gennaio 1978 e il 15 novembre 1978.
| nº | Titolo originale                              | Titolo italiano | Prima TV UK       | Prima TV Italia |
| -- | --------------------------------------------- | --------------- | ----------------- | --------------- |
| 1  | Black and Blue (Part 1)                       |                 | 3 gennaio 1978    |                 |
| 2  | Black and Blue (Part 2)                       |                 | 4 gennaio 1978    |                 |
| 3  | Black and Blue (Part 3)                       |                 | 5 gennaio 1978    |                 |
| 4  | Meeting Place (Part 1)                        |                 | 10 gennaio 1978   |                 |
| 5  | Meeting Place (Part 2)                        |                 | 11 gennaio 1978   |                 |
| 6  | Meeting Place (Part 3)                        |                 | 12 gennaio 1978   |                 |
| 7  | Echoes (Part 1)                               |                 | 17 gennaio 1978   |                 |
| 8  | Echoes (Part 2)                               |                 | 18 gennaio 1978   |                 |
| 9  | Echoes (Part 3)                               |                 | 19 gennaio 1978   |                 |
| 10 | White Lies (Part 1)                           |                 | 24 gennaio 1978   |                 |
| 11 | White Lies (Part 2)                           |                 | 25 gennaio 1978   |                 |
| 12 | White Lies (Part 3)                           |                 | 26 gennaio 1978   |                 |
| 13 | The Song Not the Singer (Part 1)              |                 | 31 gennaio 1978   |                 |
| 14 | The Song Not the Singer (Part 2)              |                 | 1º febbraio 1978  |                 |
| 15 | The Song Not the Singer (Part 3)              |                 | 2 febbraio 1978   |                 |
| 16 | Michael (Part 1)                              |                 | 7 febbraio 1978   |                 |
| 17 | Michael (Part 2)                              |                 | 8 febbraio 1978   |                 |
| 18 | Michael (Part 3)                              |                 | 9 febbraio 1978   |                 |
| 19 | Association (Part 1)                          |                 | 14 febbraio 1978  |                 |
| 20 | Association (Part 2)                          |                 | 15 febbraio 1978  |                 |
| 21 | Association (Part 3)                          |                 | 16 febbraio 1978  |                 |
| 22 | Still Life with Feathers (Part 1)             |                 | 21 febbraio 1978  |                 |
| 23 | Still Life with Feathers (Part 2)             |                 | 22 febbraio 1978  |                 |
| 24 | Still Life with Feathers (Part 3)             |                 | 23 febbraio 1978  |                 |
| 25 | Cat in Hell (Part 1)                          |                 | 28 febbraio 1978  |                 |
| 26 | Cat in Hell (Part 2)                          |                 | 1º marzo 1978     |                 |
| 27 | Cat in Hell (Part 3)                          |                 | 2 marzo 1978      |                 |
| 28 | To Catch a Thief (Part 1)                     |                 | 7 marzo 1978      |                 |
| 29 | To Catch a Thief (Part 2)                     |                 | 8 marzo 1978      |                 |
| 30 | To Catch a Thief (Part 3)                     |                 | 9 marzo 1978      |                 |
| 31 | The Change (Part 1)                           |                 | 14 marzo 1978     |                 |
| 32 | The Change (Part 2)                           |                 | 15 marzo 1978     |                 |
| 33 | The Change (Part 3)                           |                 | 16 marzo 1978     |                 |
| 34 | The Jawbone of an Ass (Part 1)                |                 | 21 marzo 1978     |                 |
| 35 | The Jawbone of an Ass (Part 2)                |                 | 22 marzo 1978     |                 |
| 36 | The Jawbone of an Ass (Part 3)                |                 | 23 marzo 1978     |                 |
| 37 | Two Thousand Witnesses (Part 1)               |                 | 28 marzo 1978     |                 |
| 38 | Two Thousand Witnesses (Part 2)               |                 | 29 marzo 1978     |                 |
| 39 | Two Thousand Witnesses (Part 3)               |                 | 30 marzo 1978     |                 |
| 40 | Code (Part 1)                                 |                 | 4 aprile 1978     |                 |
| 41 | Code (Part 2)                                 |                 | 5 aprile 1978     |                 |
| 42 | Code (Part 3)                                 |                 | 6 aprile 1978     |                 |
| 43 | Common Sense (Part 1)                         |                 | 11 aprile 1978    |                 |
| 44 | Common Sense (Part 2)                         |                 | 12 aprile 1978    |                 |
| 45 | Common Sense (Part 3)                         |                 | 13 aprile 1978    |                 |
| 46 | In the Heat of the Moment (Part 1)            |                 | 5 settembre 1978  |                 |
| 47 | In the Heat of the Moment (Part 2)            |                 | 6 settembre 1978  |                 |
| 48 | In the Heat of the Moment (Part 3)            |                 | 7 settembre 1978  |                 |
| 49 | Does Your Mother Know You're Out? (Part 1)    |                 | 12 settembre 1978 |                 |
| 50 | Does Your Mother Know You're Out? (Part 2)    |                 | 13 ottobre 1978   |                 |
| 51 | Does Your Mother Know You're Out? (Part 3)    |                 | 14 ottobre 1978   |                 |
| 52 | The Crown of Life (Part 1)                    |                 | 19 settembre 1978 |                 |
| 53 | The Crown of Life (Part 2)                    |                 | 20 settembre 1978 |                 |
| 54 | The Crown of Life (Part 3)                    |                 | 21 settembre 1978 |                 |
| 55 | Past Times (Part 1)                           |                 | 26 settembre 1978 |                 |
| 56 | Past Times (Part 2)                           |                 | 27 settembre 1978 |                 |
| 57 | Past Times (Part 3)                           |                 | 28 settembre 1978 |                 |
| 58 | Queen Bee (Part 1)                            |                 | 3 ottobre 1978    |                 |
| 59 | Queen Bee (Part 2)                            |                 | 4 ottobre 1978    |                 |
| 60 | Queen Bee (Part 3)                            |                 | 5 ottobre 1978    |                 |
| 61 | The Greenhouse Girls (Part 1)                 |                 | 10 ottobre 1978   |                 |
| 62 | The Greenhouse Girls (Part 2)                 |                 | 11 ottobre 1978   |                 |
| 63 | The Greenhouse Girls (Part 3)                 |                 | 12 ottobre 1978   |                 |
| 64 | Through the Bottom of a Glass Darkly (Part 1) |                 | 17 ottobre 1978   |                 |
| 65 | Through the Bottom of Glass, Darkly (Part 2)  |                 | 18 ottobre 1978   |                 |
| 66 | Through the Bottom of Glass, Darkly (Part 3)  |                 | 19 ottobre 1978   |                 |
| 67 | Still Waters (Part 1)                         |                 | 24 ottobre 1978   |                 |
| 68 | Still Waters (Part 2)                         |                 | 25 ottobre 1978   |                 |
| 69 | Still Waters (Part 3)                         |                 | 26 ottobre 1978   |                 |
| 70 | A Man with Everything (Part 1)                |                 | 31 ottobre 1978   |                 |
| 71 | A Man with Everything (Part 2)                |                 | 1º novembre 1978  |                 |
| 72 | A Man with Everything (Part 3)                |                 | 2 novembre 1978   |                 |
| 73 | Scalped (Part 1)                              |                 | 7 novembre 1978   |                 |
| 74 | Scalped (Part 2)                              |                 | 8 novembre 1978   |                 |
| 75 | Scalped (Part 3)                              |                 | 9 novembre 1978   |                 |
| 76 | Soft Target (Part 1)                          |                 | 14 novembre 1978  |                 |
| 77 | Soft Target (Part 2)                          |                 | 15 novembre 1978  |                 |